# マリアーノ・ディアス・メヒア
マリアーノ・ディアス・メヒア（Mariano Díaz Mejía スペイン語発音: [maˈɾjano ˈði.að meˈxi.a], 1993年8月1日 - ）は、スペイン・カタルーニャ州バダロナ出身のサッカー選手。元ドミニカ共和国代表。ポジションはFW。

## 経歴

### 初期
スペイン人の父親とドミニカ人の母親の元に生まれ、地元カタルーニャ州のRCDエスパニョールの下部組織からキャリアをスタート。複数の地元クラブを経て、2011年にレアル・マドリードのフベニールA（U-19）に加入した。2014年からはレアル・マドリード・カスティージャでプレーし、2015-16シーズンはセグンダ・ディビシオンB（3部）で通算27ゴールを記録する活躍を見せた。2015-16シーズンの途中まで指導したジネディーヌ・ジダン監督からも高い評価を得て、2016年6月までとなっていた契約を2021年まで延長した。
2016年のプレシーズン遠征ではカスティージャ時代の恩師であるジダンが率いるトップチームに招集され、7月30日に行われたインターナショナル・チャンピオンズ・カップ2016のチェルシーFC戦に出場し、トップチームデビューを果たすとともに初得点を挙げた。

### リヨン時代
2017年6月30日、リーグ・アンのオリンピック・リヨンに5年契約で移籍した。リーグ開幕戦のRCストラスブール戦では2ゴールを決め、チームの勝利に貢献した。

### レアル・マドリード復帰
2018年8月29日、レアル・マドリードに5年契約で復帰することが発表され、背番号は退団したクリスティアーノ・ロナウドやラウル・ゴンサレスらが背負っていた伝統の7番に決定した。9月19日、欧州CL第1節のASローマ戦で途中出場を果たすと、CL初得点を決めて勝利に貢献した。
2019-20シーズンからはプレシーズンに加入したエデン・アザールの背番号が7番に正式決定したことを受け、背番号を24番に変更した。このシーズンは構想外となり、ラ・リーガでは2019年10月19日のマヨルカ戦に唯一ベンチ入りしたのみで出場は無かった。唯一の公式戦の出場はカリム・ベンゼマの負傷により招集されサウジアラビアで行われた、2020年1月8日のスーペルコパ・デ・エスパーニャ、バレンシアCF戦でのルカ・ヨビッチとの交代で出場した後半の数分間のみだった。しかし、2020年3月1日のFCバルセロナとのエル・クラシコでサプライズ招集されると、終了間際に途中出場し僅か50秒後にチーム2点目となるゴールを挙げ、伝統の一戦の勝利に大きく貢献。交代から50秒での得点は21世紀のエル・クラシコにおける交代選手の最速ゴール記録となった。
その後はヴィニシウス・ジュニオールやロドリゴの台頭もあり、出場機会に恵まれず、2022-23シーズン終了をもってレアル・マドリードとの契約が満了となった。

### セビージャ時代
2023年9月1日、セビージャFCに加入した。

## 代表歴
母親の祖国であるドミニカ共和国代表を選択し、2013年3月24日に行われたハイチ代表との親善試合で代表デビューし、ゴールも挙げている。しかし本人はスペイン代表入りを望んでおり、それ以降は招集に応じていない。

## 個人成績

### クラブ
| クラブ             | シーズン | リーグ       | リーグ戦 | リーグ戦 | カップ戦 | カップ戦 | 国際大会 | 国際大会 | その他 | その他 | 合計 | 合計 |
| クラブ             | シーズン | リーグ       | 出場     | 得点     | 出場     | 得点     | 出場     | 得点     | 出場   | 得点   | 出場 | 得点 |
| ------------------ | -------- | ------------ | -------- | -------- | -------- | -------- | -------- | -------- | ------ | ------ | ---- | ---- |
| バダロナ           | 2011-12  | セグンダB    | 3        | 1        | 1        | 1        | -        | -        | 0      | 0      | 4    | 1    |
| バダロナ           | 通算     | 通算         | 3        | 1        | 1        | 1        | -        | -        | 0      | 0      | 4    | 1    |
| レアル・マドリード | 2016-17  | プリメーラ   | 8        | 1        | 5        | 4        | -        | -        | 1      | 0      | 14   | 5    |
| レアル・マドリード | 通算     | 通算         | 8        | 1        | 5        | 4        | -        | -        | 1      | 0      | 14   | 5    |
| リヨン             | 2017-18  | リーグ・アン | 34       | 18       | 2        | 1        | 0        | 0        | 9      | 2      | 45   | 9    |
| リヨン             | 2018-19  | リーグ・アン | 3        | 0        | 0        | 0        | 0        | 0        | 0      | 0      | 3    | 0    |
| リヨン             | 通算     | 通算         | 37       | 18       | 2        | 1        | 0        | 0        | 9      | 2      | 48   | 21   |
| レアル・マドリード | 2018-19  | プリメーラ   | 13       | 3        | 1        | 0        | 5        | 1        | 0      | 0      | 19   | 4    |
| レアル・マドリード | 2019-20  | プリメーラ   | 5        | 1        | 2        | 0        | 0        | 0        | 0      | 0      | 7    | 1    |
| レアル・マドリード | 2020-21  | プリメーラ   | 15       | 1        | 1        | 0        | 4        | 0        | 1      | 0      | 21   | 1    |
| レアル・マドリード | 通算     | 通算         | 33       | 5        | 4        | 4        | 9        | 1        | 1      | 0      | 47   | 6    |
| 総通算             | 総通算   | 総通算       | 81       | 25       | 12       | 10       | 9        | 1        | 11     | 5      | 113  | 33   |

| クラブ              | シーズン | リーグ    | リーグ戦 | リーグ戦 | 合計 | 合計 |
| クラブ              | シーズン | リーグ    | 出場     | 得点     | 出場 | 得点 |
| ------------------- | -------- | --------- | -------- | -------- | ---- | ---- |
| レアル・マドリードC | 2012-13  | セグンダB | 20       | 3        | 20   | 3    |
| レアル・マドリードC | 2013-14  | セグンダB | 26       | 15       | 26   | 15   |
| 総通算              | 総通算   | 総通算    | 46       | 18       | 46   | 18   |

| クラブ                             | シーズン | リーグ    | リーグ戦 | リーグ戦 | 合計 | 合計 |
| クラブ                             | シーズン | リーグ    | 出場     | 得点     | 出場 | 得点 |
| ---------------------------------- | -------- | --------- | -------- | -------- | ---- | ---- |
| レアル・マドリード・カスティージャ | 2013-14  | セグンダ  | 1        | 0        | 1    | 0    |
| レアル・マドリード・カスティージャ | 2014-15  | セグンダB | 10       | 5        | 10   | 5    |
| レアル・マドリード・カスティージャ | 2015-16  | セグンダB | 33       | 27       | 33   | 27   |
| 総通算                             | 総通算   | 総通算    | 44       | 32       | 44   | 32   |

### 代表
- 国際Aマッチ 1試合 1得点（2013年）

| ドミニカ共和国代表 | 国際Aマッチ | 国際Aマッチ |
| 年                 | 出場        | 得点        |
| ------------------ | ----------- | ----------- |
| 2013               | 1           | 1           |
| 通算               | 1           | 1           |

### 代表での得点
| #  | 日時          | 相手   |
| -- | ------------- | ------ |
| 1. | 2013年3月24日 | ハイチ |

## タイトル
レアル・マドリード
- プリメーラ・ディビシオン：2回（2016-17, 2019-20）
- スーペルコパ・デ・エスパーニャ：2回（2019, 2022）
- UEFAチャンピオンズリーグ：2回（2016-17, 2021-22）
- FIFAクラブワールドカップ：1回（2016）